# Ткачихи
«Ткачихи» (также известен под названием «Подруги») — советский социальный драматический телефильм 1973 года. Премьера по телевидению состоялась 16 декабря 1973 года (Москва).

## Сюжет
Рассказ о жизни трудового коллектива одной из ткацких фабрик… Проблема текучки персонала за более престижными профессиями, но руководительнице удаётся вдохновить работниц идеей «Лучше быть талантливой ткачихой, чем посредственным инженером».

## В ролях
| Актёр               | Роль                                                         |
| ------------------- | ------------------------------------------------------------ |
| Валентина Асланова  | Малика Гафаровна, начальник бригады на текстильном комбинате |
| Данута Столярская   | Лена, ткачиха                                                |
| Нина Сандалова      | Таирова, ткачиха                                             |
| Гуля Исабаева       | Холматова, ткачиха                                           |
| Галина Фролова      | Ксения, соседка Малики                                       |
| Людмила Карауш      | Катя Скворцова, ткачиха                                      |
| Александр Кузнецов  | Саша, сын Ксении                                             |
| Зафар Джавадов      | Галиб, жених Тамары (озвучил Александр Белявский)            |
| Туган Режаметов     | Гафур (озвучил Владимир Гусев)                               |
| Сороджон Сабзалиева | Тамара, ткачиха (озвучила Нина Маслова)                      |
| Мехрангиз Гасанова  | парикмахер                                                   |

### В эпизодах
- Абдусалом Рахимов
- Марат Хасанов
- Лия Комлякова
- Соджида Гулямова
- Саодат Джураева

## Съёмочная группа
- Режиссёр: Маргарита Касымова
- Сценарист: Софья Давыдова
- Оператор: Анвар Мансуров
- Композитор: Лариса Критская
- Художник: Владимир Мякота